# Montclair (Virgínia)
Montclair és una concentració de població designada pel cens dels Estats Units a l'estat de Virgínia. Segons el cens del 2000 tenia 15.728 habitants.

## Demografia
Segons el cens del 2000, Montclair tenia 15.728 habitants, 5.084 habitatges, i 4.326 famílies. La densitat de població era de 1.005,4 habitants per km².
Dels 5.084 habitatges en un 51% hi vivien nens de menys de 18 anys, en un 72,8% hi vivien parelles casades, en un 9,6% dones solteres, i en un 14,9% no eren unitats familiars. En l'11% dels habitatges hi vivien persones soles l'1,4% de les quals corresponia a persones de 65 anys o més que vivien soles. El nombre mitjà de persones vivint en cada habitatge era de 3,09 i el nombre mitjà de persones que vivien en cada família era de 3,35.
Per edats la població es repartia de la següent manera: un 32,4% tenia menys de 18 anys, un 6,9% entre 18 i 24, un 32,2% entre 25 i 44, un 25,2% de 45 a 60 i un 3,4% 65 anys o més.
L'edat mediana era de 34 anys. Per cada 100 dones de 18 o més anys hi havia 92,7 homes.
La renda mediana per habitatge era de 88.496 $ i la renda mediana per família de 92.028 $. Els homes tenien una renda mediana de 60.410 $ mentre que les dones 39.255 $. La renda per capita de la població era de 30.711 $. Entorn del 2,3% de les famílies i el 2,6% de la població estaven per davall del llindar de pobresa.

## Poblacions més properes
El següent diagrama mostra les poblacions més properes.